# August Lange
August Lange ps. „Stanisław”, „Gruby Stach”, „Stach”, „Hiszpan” (ur. 18 kwietnia 1904, zm. w maju 1943) – działacz komunistyczny, uczestnik wojny domowej w Hiszpanii, dowódca Łódzkiego Obwodu GL.

## Życiorys
W młodym wieku wyemigrował do Francji, gdzie pracował w kopalni węgla i wstąpił do Francuskiej Partii Komunistycznej (FPK). Od 1936 walczył w Hiszpanii jako dowódca kompanii w batalionie im. Adama Mickiewicza, a następnie w brygadzie im. Dąbrowskiego. W lutym 1939 internowany we Francji, uwolniony z obozu internowania przez francuskich komunistów. Uczestnik ruchu oporu we Francji, wiosną 1942 powrócił do Polski i wstąpił do PPR i GL. W czerwcu 1942 został dowódcą 14-osobowego oddziału partyzanckiego. W nocy z 27 na 28 lipca 1942 został ciężko ranny podczas ataku na pocztę w Janowcu. Leczył się w Warszawie, gdzie we wrześniu wszedł w skład grupy specjalnej im. Waryńskiego. Brał udział w głośnej akcji na Komunalną Kasę Oszczędności w Warszawie 30 listopada 1942, za co 1 grudnia otrzymał pochwałę I stopnia i awans na oficera. W czerwcu został dowódcą łódzkiego obwodu GL. Podczas przekraczania granicy między GG a terenami włączonymi do III Rzeszy został schwytany przez Niemców i zamordowany. Pośmiertnie awansowany do stopnia majora i odznaczony Krzyżem Walecznych.

## Awanse
- oficer Sztabu Głównego GL – 1 grudnia 1942
- major – pośmiertnie 15 lipca 1943

## Odznaczenia
- Krzyż Walecznych – pośmiertnie 27 października 1945
- Pochwała Dowództwa Głównego GL I stopnia – 1 grudnia 1942